# Oscaruddelingen 1992
Oscaruddelingen 1992 var den 64. oscaruddeling, hvor de bedste film fra 1991 blev hædret af Academy of Motion Picture Arts and Sciences. Uddelingen blev afholdt 30. marts 1991 i Dorothy Chandler Pavilion i Los Angeles, Californien, USA. Værten var Billy Crystal.

## Vindere og nominerede
Vindere står øverst, er skrevet i fed.
| Bedste film - Ondskabens øjne – Edward Saxon, Kenneth Utt og Ron Bozman, producere - Skønheden og udyret – Don Hahn, producer - Bugsy – Mark Johnson, Barry Levinson og Warren Beatty, producere - JFK – A. Kitman Ho og Oliver Stone, producere - Savannah – Barbra Streisand og Andrew S. Karsch, producere | Bedste instruktør - Jonathan Demme – Ondskabens øjne - John Singleton – Boyz n the Hood - Barry Levinson – Bugsy - Oliver Stone – JFK - Ridley Scott – Thelma og Louise |
| Bedste mandlige hovedrolle - Anthony Hopkins – Ondskabens øjne som Dr. Hannibal Lecter - Warren Beatty – Bugsy som Benjamin "Bugsy" Siegel - Robert De Niro – Cape Fear som Maximilian "Max" Cady - Nick Nolte – Savannah som Tom Wingo - Robin Williams – Fisher King som Henry "Parry" Sagan | Bedste kvindelige hovedrolle - Jodie Foster – Ondskabens øjne som Clarice Starling - Geena Davis – Thelma og Louise som Thelma Dickinson - Laura Dern – Den vilde rose som Rose - Bette Midler – For the Boys som Dixie Leonard - Susan Sarandon – Thelma og Louise som Louise Sawyer |
| Bedste mandlige birolle - Jack Palance – Herretur som Curly Washburn - Tommy Lee Jones – JFK som Clay Shaw - Harvey Keitel – Bugsy som Mickey Cohen - Ben Kingsley – Bugsy som Meyer Lansky - Michael Lerner – Barton Fink som Jack Lipnick | Bedste kvindelige birolle - Mercedes Ruehl – Fisher King som Anne Napolitano - Diane Ladd – Den vilde rose som Mother - Juliette Lewis – Cape Fear som Danielle Bowden - Kate Nelligan – Savannah som Lila Wingo Newbury - Jessica Tandy – Stegte grønne tomater som Virginia "Ninny" Threadgoode |
| Bedste originale manuskript - Thelma og Louise – Callie Khouri - Boyz n the Hood – John Singleton - Bugsy – James Toback - Fisher King – Richard LaGravenese - Grand Canyon - i storbyens hjerte – Lawrence Kasdan og Meg Kasdan | Bedste manuskript baseret på materiale fra et andet medie - Ondskabens øjne – Ted Tally baseret på romanen af Thomas Harris - Europa Europa – Agnieszka Holland baseret på erindringerne fra Solomon Perel - Stegte grønne tomater – Fannie Flagg og Carol Sobieski (posthum nominering) baseret op romanen Stegte grønne tomater af Fannie Flagg - JFK – Oliver Stone og Zachary Sklar baseret på bøgerne Crossfire: The Plot That Killed Kennedy af Jim Marrs og On the Trail of the Assassins af Jim Garrison - Savannah – Pat Conroy og Becky Johnston baseret på romanen af Pat Conroy |
| Bedste fremmedsprogede film - Jeg elsker soldater (Italien) – Gabriele Salvatores - Naturens børn (Island) – Friðrik Þór Friðriksson - Obecná skola (Tjekkoslovakiet) – Jan Svěrák - Oxen (Sverige) – Sven Nykvist - Under den røde lygte (Hong Kong) – Zhang Yimou | Bedste dokumentar - In the Shadow of the Stars – Allie Light og Irving Saraf, producere - Death on the Job – Vince DiPersio og William Guttentag, producere - Doing Time: Life Inside the Big House – Alan Raymond og Susan Raymond, producere - The Restless Conscience: Resistance to Hitler Within Germany 1933-1945 – Hava Kohav Beller, producer - Wild by Law – Lawrence Hott og Diane Garey, producere |
| Bedste korte dokumentar - Deadly Deception: General Electric, Nuclear Weapons and Our Environment – Debra Chasnoff, producer - Chasseurs des ténèbres – Éric Valli og Alain Majani, producere - A Little Vicious – Immy Humes, producer - The Mark of the Maker – David McGowan, producer - Memorial: Letters from American Soldiers – Bill Couturié og Bernard Edelman, producere | Bedste kortfilm - Session Man – Seth Winston og Rob Fried - Birch Street Gym – Stephen Kessler og Thomas R. Conroy - Last Breeze of Summer – David Massey |
| Bedste korte animationsfilm - Manipulation – Daniel Greaves - Blackfly – Christopher Hinton - Strings – Wendy Tilby | Bedste musik - Skønheden og udyret – Alan Menken - Bugsy – Ennio Morricone - Fisher King – George Fenton - JFK – John Williams - Savannah – James Newton Howard |
| Bedste sang - "Beauty and the Beast" fra Skønheden og udyret – Musik af Alan Menken; Tekst af Howard Ashman (posthum pris) - "Be Our Guest" fra Skønheden og udyret – Musik af Alan Menken; Tekst af Howard Ashman (posthum nominering) - "Belle" fra Skønheden og udyret – Musik af Alan Menken; Tekst af Howard Ashman (posthum nominering) - "(Everything I Do) I Do It for You" fra Robin Hood – Den Fredløse – Musik af Michael Kamen; Tekst af Bryan Adams og Robert John "Mutt" Lange - "When You're Alone" fra Hook – Musik af John Williams; Tekst af Leslie Bricusse | Bedste lyd - Terminator 2: Dommedag – Tom Johnson, Gary Rydstrom, Gary Summers og Lee Orloff - Flammehav – Gary Summers, Randy Thom, Gary Rydstrom og Glenn Williams - Skønheden og udyret – Terry Porter, Mel Metcalfe, David J. Hudson og Doc Kane - JFK – Michael Minkler, Gregg Landaker og Tod A. Maitland - Ondskabens øjne – Tom Fleischman og Christopher Newman |
| Bedste redigering af lydeffekter - Terminator 2: Dommedag – Gary Rydstrom og Gloria Borders - Flammehav – Gary Rydstrom og Richard Hymns - Star Trek VI: The Undiscovered Country – George Watters II og F. Hudson Miller | Bedste scenografi - Bugsy – Dennis Gassner og Nancy Haigh - Barton Fink – Dennis Gassner og Nancy Haigh - Fisher King – Mel Bourne og Cindy Carr - Hook – Norman Garwood og Garrett Lewis - Savannah – Paul Sylbert og Caryl Heller |
| Bedste makeup - Terminator 2: Dommedag – Stan Winston og Jeff Dawn - Hook – Christina Smith, Monty Westmore og Greg Cannom - Star Trek VI: The Undiscovered Country – Michael Mills, Edward French og Richard Snell | Bedste kostumer - Bugsy – Albert Wolsky - Familien Addams – Ruth Myers - Barton Fink – Richard Hornung - Hook – Anthony Powell - Madame Bovary – Corinne Jorry |
| Bedste fotografering - JFK – Robert Richardson - Bugsy – Allen Daviau - Savannah – Stephen Goldblatt - Terminator 2: Dommedag – Adam Greenberg - Thelma og Louise – Adrian Biddle | Bedste klipning - JFK – Pietro Scalia og Joe Hutshing - The Commitments – Gerry Hambling - Ondskabens øjne – Craig McKay - Terminator 2: Dommedag – Conrad Buff, Mark Goldblatt og Richard A. Harris - Thelma og Louise – Thom Noble |
| Bedste visuelle effekter - Terminator 2: Dommedag – Dennis Muren, Stan Winston, Gene Warren Jr. og Robert Skotak - Flammehav – Mikael Salomon, Allen Hall, Clay Pinney og Scott Farrar - Hook – Eric Brevig, Harley Jessup, Mark Sullivan og Michael Lantieri | |

### Æres-Oscar
- Satyajit Ray

### Irving G. Thalberg Memorial Award
- George Lucas